# 扎亞奇耶湖
55°37′53.95″N 49°13′24.34″E / 55.6316528°N 49.2234278°E
扎亞奇耶湖（俄语：Заячье），是俄羅斯的湖泊，位於該國西部韃靼斯坦共和國，由萊舍沃區負責管轄，長1.11公里、寬0.14公里，面積0.16平方公里，平均水深2米。